# 扁管象牙貝
扁管象牙貝（学名：Fissidentalium hungerfordi）为象牙貝科細稜象牙貝屬下的一个种。